# Kelheim
Kelheim é uma cidade da Alemanha, capital do  distrito homónimo, localizada na região administrativa de Niederbayern, estado de Baviera, às margens do rio Danúbio e do canal Meno-Danúbio.